# حسین امینی (فیلم‌نامه‌نویس)
حسین امینی (به انگلیسی: Hossein Amini) فیلمنامه‌نویس ایرانی-انگلیسی متولد سال ۱۹۶۶ میلادی است. او در یازده سالگی با خانواده‌اش به انگلیس مهاجرت کرد و با نگارش فیلم‌نامه‌ی جود (مایکل وینترباتم، ۱۹۹۶) استعدادش را نشان داد و بعد از نوشتن چند فیلم‌نامه‌ی دیگر در سال ۲۰۱۱ با فیلم رانندگی (نیکلاس ویندینگ رفن) به شهرتی چشم‌گیر رسید.
امینی در سال ۱۹۹۷ برای دریافت جایزه اسکار و جایزه بفتا نامزد شد.

## فیلمنامه‌نویس
- مرگ نور - ۱۹۹۴
- اسرار عمیق - ۱۹۹۶
- جود - ۱۹۹۶
- بال‌های کبوتر -۱۹۹۷
- چهار پر - ۲۰۰۲
- گلوله مرگبار - ۲۰۰۹
- شانگهای - ۲۰۱۰
- رانندگی - ۲۰۱۱
- سفیدبرفی و شکارچی - ۲۰۱۲
- ۴۷ رونین - ۲۰۱۳
- دو چهره ژانویه - ۲۰۱۴
- خائنی از نوع ما - ۲۰۱۵
- آدم برفی - ۲۰۱۷
- روانپزشک - ۲۰۱۸
- اوبی‌وان کنوبی - ۲۰۲۲

## کارگردان
- دو چهره ژانویه - ۲۰۱۳